# Станислав Матяш
Станислав Матяш е руски футболист, нападател на Тюмен.

## Кариера
Започва футболната си кариера в школата Смена. През 2007 е привлечен в младежкия отбор на Зенит. Става шампион в младежкото първенство на Русия през 2009, изиграва 80 мача и отбелязва 31 гола. През 2010 г. вкарва 13 попадения в турнира и става втори голмайстор след литовецът Мантас Савенас. През август 2011 г. е даден под наем на Волгар-Газпром. Първият си гол във ФНЛ вкарва срещу Мордовия (Саранск). Матяш приключва сезона с едва три попадения в 21 мача. На 3 август 2012 г. преминава в Амкар Перм,като договорът му е за една година. Там той е съотборник с бившия си партьор в атаката на дубъла на Зенит - Павел Игнатович. Матяш изиграва само 3 мача в РФПЛ преди през януари 2013 г. да бъде поставен в трансферната листа. През лятото на 2013 преминава в Динамо Санкт Петербург.

## Национален отбор
Матяш дебютира за националния на Русия до 19 г. в квалификация за европейското първенство за юноши до 19 г. срещу Латвия. Общо има 3 мача, а единственото си попадение отбелязва срещу Лихтенщайн.

## Отличия
- Младежко първенство на Русия по футбол шампион със Зенит – 2009 г.

## Статистика по сезони
| Сезон    | Отбор          | Първенство                             | Мачове | Голове |
| -------- | -------------- | -------------------------------------- | ------ | ------ |
| 2007     | Зенит „Б“      | Младежко първенство на Русия по футбол | 1      | 0      |
| 2008     | Зенит „Б“      | Младежко първенство на Русия по футбол | 7      | 2      |
| 2009     | Зенит „Б“      | Младежко първенство на Русия по футбол | 28     | 10     |
| 2010     | Зенит „Б“      | Младежко първенство на Русия по футбол | 29     | 13     |
| 2011/ес. | Зенит „Б“      | Младежко първенство на Русия по футбол | 15     | 6      |
| 2012/пр. | Волгар-Газпром | Първа Дивизия                          | 21     | 3      |
| 2012/13  | Амкар Перм     | Премиер Лига                           | 3      | 0      |